# Menkere
Menkere – rzeka w Rosji, w Jakucji; prawy dopływ Leny. Długość (z Synczą) 402 km; powierzchnia dorzecza 15 900 km².
Powstaje z połączenia rzek Niołun i Syncza na zachodnich stokach Gór Wierchojańskich (pasmo Orułgan); płynie w kierunku zachodnim; w dorzeczu wiele niewielkich jezior.
Zamarza od października do maja; zasilanie śniegowo-deszczowe.